# Lepri (famiglia)
La famiglia Lepri è una nobile famiglia romana, originaria di Milano. Nel corso della seconda metà del XVIII secolo ricevette il titolo marchionale sul cognome e venne investita di vari feudi, tra cui, col marchesato, quello di Rota da cui origina il ramo ancora oggi esistente. Nel 1843 fu ascritta alla nobiltà romana.

## Storia

### Ascesa

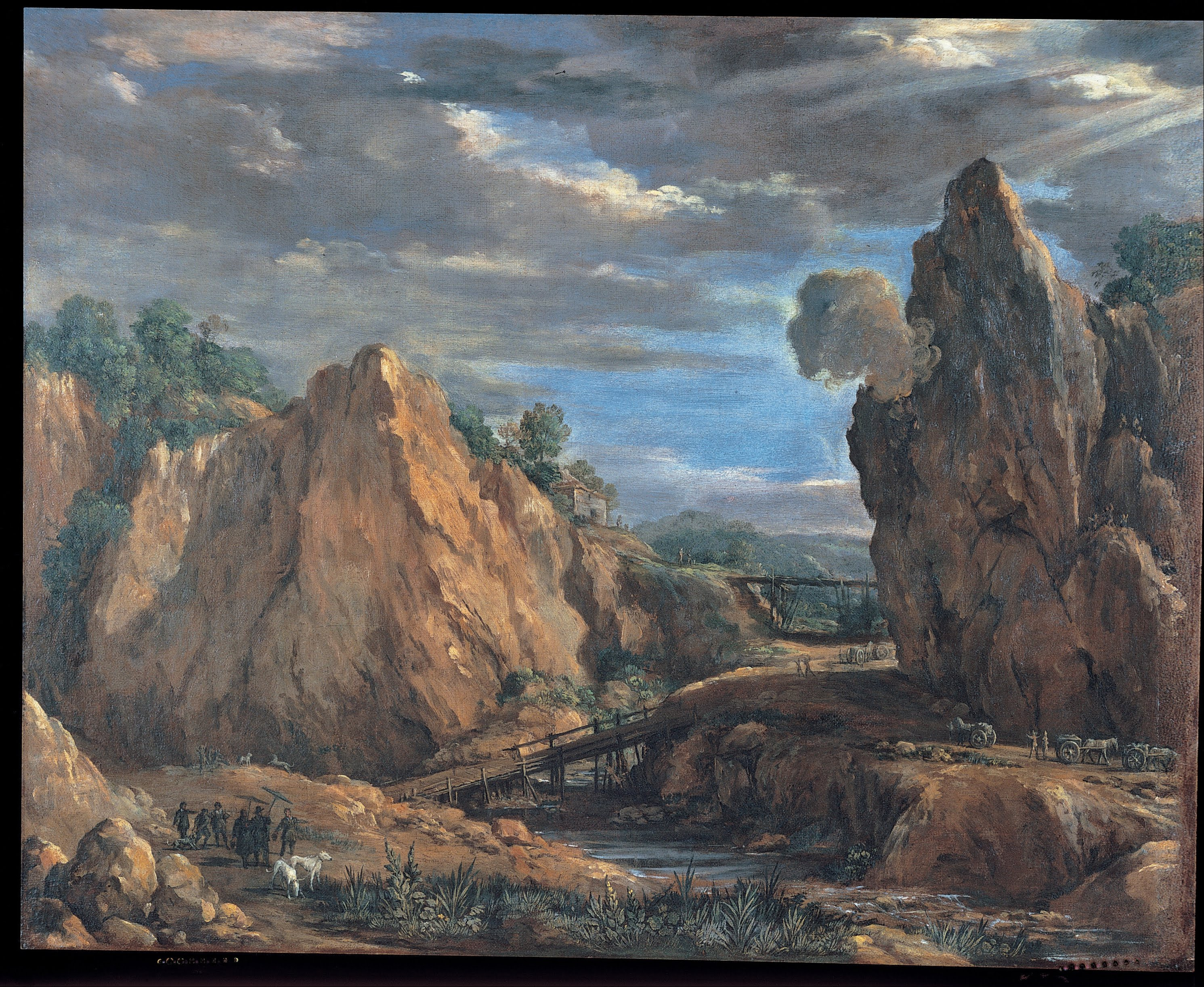
Le allumiere della Tolfa, da cui i Lepri trassero grandi profitti nella prima metà del XVIII secolo

La famiglia Lepri, originaria di Milano dove se ne hanno le prime memorie tra il XIII e il XV secolo, si trasferì a Roma con Giacomo alla fine del Seicento. Nel corso della prima metà del Settecento i Lepri acquisirono enormi ricchezze grazie agli appalti delle Valli di Comacchio e delle Cave di Allume di Tolfa. Alla metà del secolo il vasto patrimonio della famiglia era in mano al figlio di Giacomo, Carlo Ambrogio (1692-1771), e a suo nipote Giuseppe Ambrogio (1730-1811), figlio del fratello Antonio Maria, i quali nel 1755 ottennero anche l'appalto delle Saline di Ostia. Nel 1763, inoltre, tra i beni della famiglia entrarono anche, tramite matrimonio, i casali di Capobianco sulla Nomentana. Negli anni successivi i Lepri si divisero in due rami, entrambi nobilitati: il ramo primogenito di Carlo Ambrogio, che raggiunse il rango principesco, si estinse nell'arco di due generazioni nei Cusani e nei Curti, mentre il ramo di Giuseppe Ambrogio, insignito del titolo di marchese di Rota e della nobiltà romana, è tuttora fiorente.

### La nobilitazione e la divisione in due rami

#### Il ramo di Carlo Ambrogio e la disputa sull'eredità

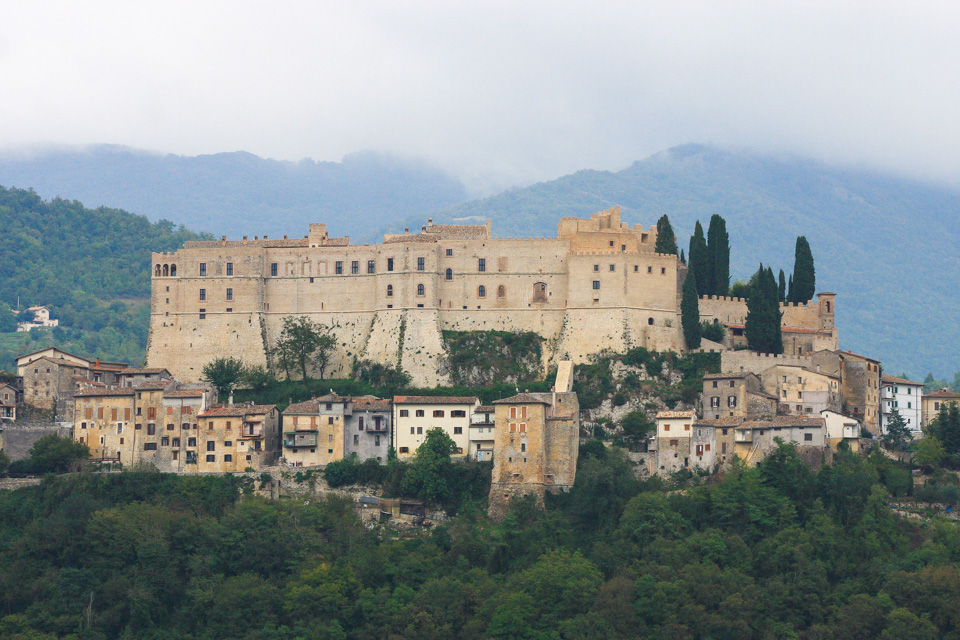
Il castello di Rocca Sinibalda, feudo su cui Amanzio Lepri ricevette il titolo principesco

Il 31 luglio 1766, con chirografo di papa Clemente XIII, Carlo Ambrogio ricevette il titolo di Marchese sul cognome, legato alle terre della sua Tenuta della Cecchignola. Suo figlio primogenito don Amanzio, sacerdote, privo di discendenza ed erede di un'immensa fortuna stimata in un milione e mezzo di scudi, il 20 ottobre 1781 acquistò per 45.000 scudi i feudi di Rocca Sinibalda e Belmonte; fu investito dei titoli di principe di Rocca Sinibalda e marchese di Belmonte il 16 dicembre dello stesso anno con chirografo di Pio VI, nominando però erede del fidecommesso Lepri il nipote del papa, il duca don Luigi Braschi Onesti, in un testamento del 21 gennaio successivo. Don Amanzio doveva essere creato Cardinale dal Papa regnante ma sopraggiunse la morte e i suoi parenti, eredi soltanto di un settimo del suo patrimonio (dunque della pur considerevole somma di 200.000 scudi), aprirono una causa per l'eredità, destinata a durare a lungo, inizialmente persa. La nipote Marianna Lepri, figlia del fratello di don Amanzio, Giuseppe, riaprì la causa (motivo per cui saltò il matrimonio con il principe don Paluzzo Altieri) nel 1802, tre anni dopo la morte di Pio VI, ottenendo infine un risarcimento parziale in cui fu compreso anche il castello di Rocca Sinibalda. Il ramo dei Lepri originato dal marchese Carlo Ambrogio, morto Amanzio, si estinse nelle due famiglie milanesi dei Cusani, casata del marito di Marianna, Luigi, e dei Curti, che presero il nome di Curti Lepri con il matrimonio fra Giovanna, sorella di don Amanzio, e Carlo Curti. A questo ramo appartenne il marchese Alessandro Curti Lepri, Priore dei Caporioni nel 1821, marito di donna Teresa Caffarelli e proprietario del palazzo Fusconi Pighini in piazza Farnese in cui raccolse un'importante collezione d'arte, comprendente anche una Sacra Famiglia con San Giovannino di Andrea del Sarto.

#### Il ramo dei marchesi di Rota

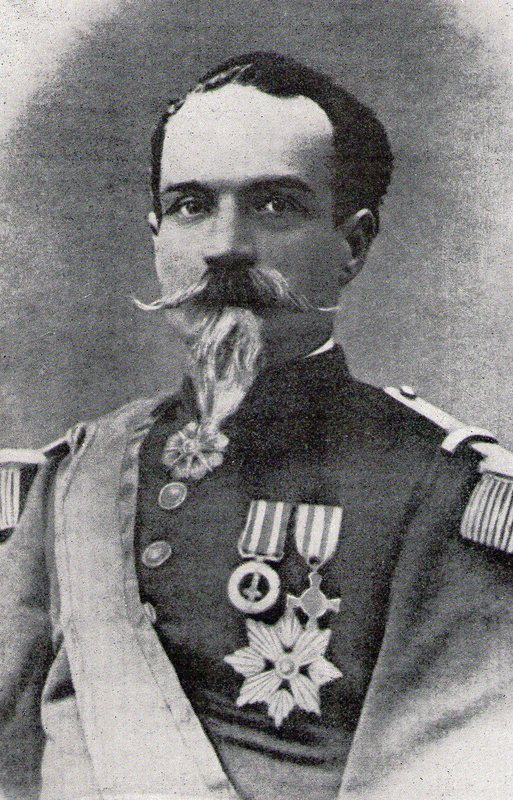
Il marchese Giovanni Lepri di Rota, colonnello dell'Esercito Pontificio

Il nipote di Carlo Ambrogio Lepri, Giuseppe Ambrogio, al principio del 1789 acquistò il Castello di Rota con l'annesso borgo sito nei Monti della Tolfa, vicino alle cave di allume gestite dalla sua famiglia. Con chirografo di Pio VI del 7 febbraio di quell'anno fu insignito del titolo di marchese di Rota. Il marchese Carlo (1762-1846), nato dal suo matrimonio con Anna Teresa Curti, si sposò due volte: dalle nozze nel 1791 con Vittoria Paleotti nacque Antonio, terzo marchese di Rota, morto senza discendenza nel 1855; dal secondo matrimonio nel 1796 con donna Costanza Caffarelli, erede del ducato di Assergi e dei feudi di Filetto e Pescomaggiore, nacque il marchese Alessandro Lepri. Costui sposò la nobile Cecilia Bernini, erede del celebre artista Gian Lorenzo, che gli portò in dote i palazzi Bernini a Via della Mercede. Nella persona di Alessandro, con Senatoconsulto del 25 aprile 1843, i Lepri di Rota furono ascritti alla nobiltà romana. Dei cinque figli da lui avuti da Cecilia Bernini giunsero all'età adulta solo le due figlie femmine, Maria Vienna e Maria Cristina: la prima sposò il conte Gaetano Andreozzi di Foligno e la seconda il conte Mario di Carpegna; i discendenti della prima assunsero nel 1900 il cognome di Andreozzi Bernini e con Regio Decreto del 15 luglio 1923 ricevettero l'investitura del titolo di Duca d'Assergi con i predicati di Filetto e Pescomaggiore per successione Caffarelli. Essendo Alessandro privo di discendenza maschile, la stirpe dei Lepri fu proseguita da suo fratello Luigi (1801-1880), quinto marchese di Rota. Figlio di Luigi e di Anna Lascaris d'Armis fu il marchese Giovanni, colonnello e comandante dei Dragoni Pontifici che combatté a Mentana e che fu poi al comando della Guardia Palatina. Dai figli avuti dalla marchesa donna Giovanna Patrizi Naro Montoro discendono i marchesi Lepri tuttora esistenti, riconosciuti nei titoli di marchese di Rota e nobili romani dal Regno d'Italia nei loro vari rami con Decreti Ministeriali negli anni 1936-1937.

## Stemma
L'arma dei Lepri, parlante, è: d'azzurro, alla burella di rosso, sormontata da un'aquila spiegata di nero, e accompagnata in punta da una lepre corrente al naturale sopra un terreno di verde. Alcune fonti, tra cui il Crollalanza e poi lo Spreti, riportano per la famiglia uno stemma uguale ma privo della burella di rosso. L'arma antica, probabilmente, era: d'argento, alla lepre al naturale corrente sopra un terreno di verde.

## Residenze

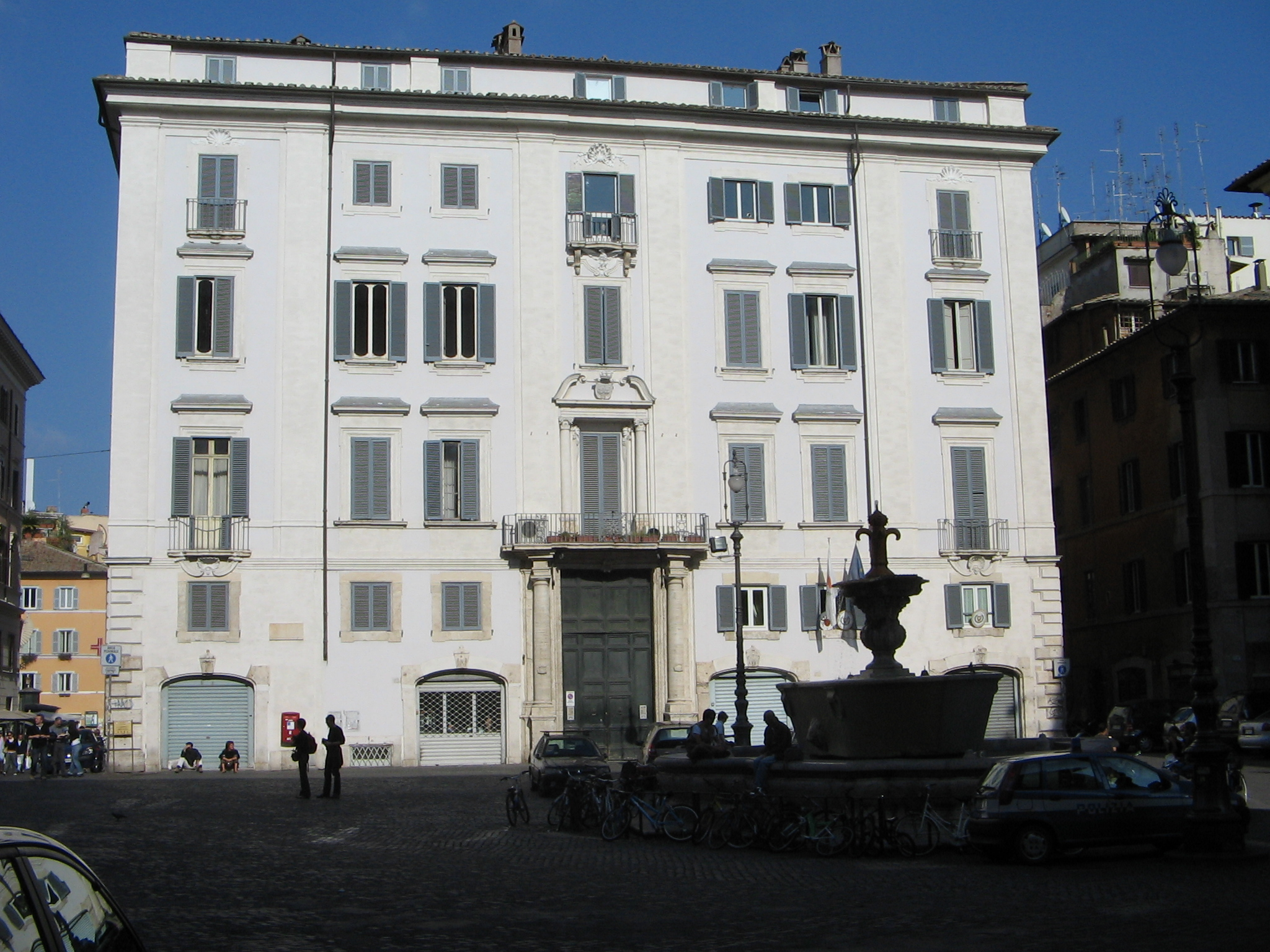
Palazzo Fusconi Pighini a Piazza Farnese, appartenuto ai Curti Lepri

- Castello della Cecchignola
- Castello di Rota
- Castello di Rocca Sinibalda
- Palazzo Maruscelli Lepri
- Palazzo Montoro
- Palazzo Fusconi Pighini
- Palazzo Gomez Lepri Gallo
- Palazzi Bernini
- Via Biferno 4